# Poolia
Poolia  är ett internationellt bemanningsföretag och rekryteringsföretag grundat 1989 av Björn Örås. Poolia finns i Sverige, Finland och Norge. Poolia är sedan 1999 noterade på Stockholmsbörsen. Den 1 november 2018 skedde en sammanslagning mellan Poolia och Uniflex, som nu ingår i samma koncern. Tillsammans är de en rikstäckande leverantör inom ekonomi, IT och administration såväl som servicetjänster inom bygg, logistik, el och telefon.

## Historik Poolia
- 1989 grundade Björn Örås Ekonompoolen i Stockholm.
- 1999 introducerades Poolia på börsen.
- 2000 blev Poolia Sveriges mest snabbväxande företag och det tredje största bemanningsföretaget i landet.
- 2004 särnoterades Uniflex när aktierna delades ut till Poolias aktieägare.
- 2011 startades bolaget Poolia Executive Search
- 2018 fusionerades Poolia och Uniflex igen.
- 2020 sålde grundaren Björn Örås med familj samtliga sina aktier i Poolia-koncernen till Danir Resources AB och därmed fick Poolia Sverige nya ägare.[2]
- 2022 namnändrades Poolia-koncernen till PION Group, medan företaget behåller namnet Poolia.[3]
- 2022 förvärvades ROI Rekrytering.
- 2022 förvärvades Dreamwork-koncernen
- 2023 förvärvades Whippy